# NGC 6238
NGC 6238 este o galaxie situată în constelația Dragonul. A fost descoperită în 28 iunie 1886 de către Lewis A. Swift.